# ...To Be Loved
...To Be Loved è il primo singolo dei Papa Roach, estratto dall'album The Paramour Sessions e l'ottavo singolo pubblicato dalla band. La canzone ripropone in veste aggiornata il rap metal dei loro primi lavori.

## Promozione
La canzone è stata usata come sigla del roster Raw della WWE dal 9 ottobre 2006 al 9 novembre 2009. Il brano è stato mandato in onda per la prima volta il 1º agosto 2006 su Kerrang! Radio. Dal 6 agosto 2006 gli altri network americani hanno mandato in onda la versione radiofonica della canzone prima che fosse possibile scaricarla dall'iTunes store. Il 18 settembre successivo, il singolo è stato venduto sul mercato britannico in versione speciale su vinile con all'interno un adesivo di complimenti autografato dai membri della band. Il singolo, in versione CD, è stato pubblicato l'11 ottobre 2006. È stata usata per il trailer cinematografico del film Never Back Down - Mai arrendersi.

## Video musicale
Il video per la canzone è stato diretto da Kevin Kerslake e girato nel Plaza Park Hotel di Los Angeles. Il video comincia mostrando due ragazze poco vestite che salgono su un'auto guidata da Jacoby Shaddix su cui ci sono tre donne sedute sul sedile posteriore. L'auto arriva davanti al palazzo dentro cui la band sta suonando, mentre sullo sfondo si esibiscono giocolieri, funamboli e spogliarelliste. Il video è stato girato il 3 agosto 2006 e pubblicato su Yahoo! Music il 15 agosto 2006. Ci sono tre versioni differenti del video: la versione originale, la versione censurata in cui manca la scena in cui una delle ragazze scende dall'auto con al guinzaglio un'altra ragazza e una versione senza censura audio. Nel video appaiono diverse guest star tra cui Jason Jenson, cantante dei Die Trying, e Telly "Leatherface" Blackwood, wrestler e protagonista dello show Viva La Bam.

## Tracce
1. ...To Be Loved (Edited Version) – 3:02
2. ...To Be Loved (Explicit Version) – 3:02

Edizione su vinile
1. ...To Be Loved – 3:02
2. Getting Away With Murder (Live in Chicago) – 4:04

## Formazione
- Jacoby Shaddix - voce
- Jerry Horton - chitarra
- Tobin Esperance - basso
- Dave Buckner - batteria